# دانيال زيبرت
دانيال زيبرت (بالألمانية: Daniel Siebert) (مواليد 4 مايو 1984) هو حكم كرة قدم ألماني مقيم في برلين. وهو حكم لنادي نوردوست برلين من ااتحاد برلين لكرة القدم. وهو حكم في الاتحاد الدولي لكرة القدم (فيفا)، ويصنف كحكم من الدرجة الأولى في الاتحاد الأوروبي لكرة القدم (يويفا).
ظهر زيبرت لأول مرة على الساحة الدولية في 29 مايو 2015 عندما أشرف على مباراة التصفيات المؤهلة لبطولة أمم أوروبا تحت 19 سنة 2015 بين البرتغال وتركيا. أول مباراة دولية رفيعة المستوى لسيبرت كانت مباراة ودية بين لوكسمبورغ و‌مولدوفا في 9 يونيو 2015.
وأطلق صافرات 4 مباريات من كأس العرب 2021 مثل المباراة النهائية بين تونس والجزائر.

## الحياة الشخصية
ولد زيبرت في برلين، حيث لا يزال يعيش. يعمل مدرسا بدوام جزئي في مدرسة رياضية في برلين.

## وصلات خارجية
- الملف الشخصي في dfb.de باللغة الألمانية
- الملف الشخصي في worldfootball.net